# Belfast South (circonscription de l'Assemblée d'Irlande du Nord)
Pour les articles homonymes, voir Belfast South.
Belfast South (irlandais : Béal Feirste Theas, Ulster Scots: Bilfawst Sooth) est une circonscription de l'Assemblée d'Irlande du Nord.
Le siège a d’abord été utilisé pour l’élection de Assemblée en 1973. Il partage généralement des frontières avec la circonscription britannique de Belfast South, cependant, les limites des deux circonscriptions étaient légèrement différentes de 1983 à 1986 et de 2010 à 2011, car les limites de l’Assemblée n’avaient pas rattrapé les changements de limites parlementaires de 1996 à 1997, lorsque les membres du Forum d’Irlande du Nord avaient été élus dans les nouvelles circonscriptions parlementaires, mais le 51e Parlement du Royaume-Uni, élu en 1992 en vertu des limites des circonscriptions parlementaires de 1983-1995, était toujours en session.
Les membres ont ensuite été élus dans la circonscription à la Convention constitutionnelle de 1975, à l’Assemblée de 1982, au Forum de 1996, puis à l’Assemblée actuelle à partir de 1998.
La circonscription est formée des districts de Belfast City Council de Balmoral et de Botanic ainsi que d'un ward de Titanic et d'un certain nombre de wards de Lisnasharragh et Lisburn and Castlereagh.
Pour plus de détails sur l'histoire et les limites de la circonscription, voir Belfast South (circonscription du Parlement britannique).

## Membres
| Élection                  | MLA (parti)                    | MLA (parti)                              | MLA (parti)                | MLA (parti)               | MLA (parti)                | MLA (parti)                     | MLA (parti)              | MLA (parti)                   | MLA (parti)         | MLA (parti)        | MLA (parti) | MLA (parti)        |
| ------------------------- | ------------------------------ | ---------------------------------------- | -------------------------- | ------------------------- | -------------------------- | ------------------------------- | ------------------------ | ----------------------------- | ------------------- | ------------------ | ----------- | ------------------ |
| 1973                      |                                | Basil Glass (Alliance Party)             |                            | Basil McIvor (UUP)        |                            | Reginald Magee (UUP)            |                          | Herbert Kirk (UUP)            |                     | Nelson Elder (UUP) |             | Edward Burns (DUP) |
| 1975                      |                                | Basil Glass (Alliance Party)             | Jim Hendron (Alliance)     | Jeremy Burchill (UUP)     | Martin Smyth (UUP)         |                                 | David Trimble (Vanguard) |                               |                     |                    |             | Edward Burns (DUP) |
| 1982                      | David Cook (Alliance Party)    |                                          | Edgar Graham (UUP)         | Jim Kirkpatrick (UUP)     | Martin Smyth (UUP)         | 5 sièges 1982–1998              | 5 sièges 1982–1998       | Raymond McCrea (DUP)          |                     |                    |             |                    |
| 1984 by-election          | David Cook (Alliance Party)    | Frank Millar Jr (UUP)                    |                            | Jim Kirkpatrick (UUP)     | Martin Smyth (UUP)         | 5 sièges 1982–1998              | 5 sièges 1982–1998       | Raymond McCrea (DUP)          |                     |                    |             |                    |
| 1996                      | Steve McBride (Alliance Party) |                                          | Alasdair McDonnell (SDLP)  | Jim Clarke (UUP)          | Bob Stoker (UUP)           | 5 sièges 1982–1998              | 5 sièges 1982–1998       | Joan Parkes (DUP)             |                     |                    |             |                    |
| 1998                      |                                | Monica McWilliams (NI Women's Coalition) | Alasdair McDonnell (SDLP)  |                           | Carmel Hanna (SDLP)        | Esmond Birnie (UUP)             |                          | Michael McGimpsey (UUP)       | Mark Robinson (DUP) |                    |             |                    |
| 2003                      |                                | Alex Maskey (Sinn Féin)                  | Alasdair McDonnell (SDLP)  |                           | Carmel Hanna (SDLP)        | Esmond Birnie (UUP)             |                          | Michael McGimpsey (UUP)       | Mark Robinson (DUP) |                    |             |                    |
| 2007                      |                                | Alex Maskey (Sinn Féin)                  | Alasdair McDonnell (SDLP)  | Anna Lo (Alliance Party)  | Carmel Hanna (SDLP)        | Jimmy Spratt (DUP)              |                          | Michael McGimpsey (UUP)       |                     |                    |             |                    |
| Janvier 2010 cooptation   | Conall McDevitt (SDLP)         | Alex Maskey (Sinn Féin)                  | Alasdair McDonnell (SDLP)  | Anna Lo (Alliance Party)  |                            | Jimmy Spratt (DUP)              |                          | Michael McGimpsey (UUP)       |                     |                    |             |                    |
| 2011                      | Conall McDevitt (SDLP)         | Alex Maskey (Sinn Féin)                  | Alasdair McDonnell (SDLP)  | Anna Lo (Alliance Party)  |                            | Jimmy Spratt (DUP)              |                          | Michael McGimpsey (UUP)       |                     |                    |             |                    |
| Septembre 2013 cooptation | Fearghal McKinney (SDLP)       | Alex Maskey (Sinn Féin)                  | Alasdair McDonnell (SDLP)  | Anna Lo (Alliance Party)  |                            | Jimmy Spratt (DUP)              |                          | Michael McGimpsey (UUP)       |                     |                    |             |                    |
| Octobre 2014 cooptation   | Fearghal McKinney (SDLP)       | Máirtín Ó Muilleoir (Sinn Féin)          | Alasdair McDonnell (SDLP)  | Anna Lo (Alliance Party)  |                            | Jimmy Spratt (DUP)              |                          | Michael McGimpsey (UUP)       |                     |                    |             |                    |
| Juin 2015 cooptation      | Fearghal McKinney (SDLP)       | Máirtín Ó Muilleoir (Sinn Féin)          | Claire Hanna (SDLP)        | Anna Lo (Alliance Party)  |                            | Jimmy Spratt (DUP)              |                          | Michael McGimpsey (UUP)       |                     |                    |             |                    |
| Septembre 2015 cooptation | Fearghal McKinney (SDLP)       | Máirtín Ó Muilleoir (Sinn Féin)          | Claire Hanna (SDLP)        | Anna Lo (Alliance Party)  | Emma Little-Pengelly (DUP) |                                 |                          | Michael McGimpsey (UUP)       |                     |                    |             |                    |
| 2016                      |                                | Máirtín Ó Muilleoir (Sinn Féin)          | Claire Hanna (SDLP)        | Clare Bailey (Green (NI)) | Emma Little-Pengelly (DUP) | Paula Bradshaw (Alliance Party) |                          | Christopher Stalford (DUP)    |                     |                    |             |                    |
| 2017                      | 5 sièges 2017–present          | 5 sièges 2017–present                    | Claire Hanna (SDLP)        | Clare Bailey (Green (NI)) |                            | Paula Bradshaw (Alliance Party) |                          | Christopher Stalford (DUP)    |                     |                    |             |                    |
| Janvier 2020 cooptation   | 5 sièges 2017–present          | 5 sièges 2017–present                    | Deirdre Hargey (Sinn Féin) | Clare Bailey (Green (NI)) | Matthew O'Toole (SDLP)     | Paula Bradshaw (Alliance Party) |                          | Christopher Stalford (DUP)    |                     |                    |             |                    |
| Février 2022 cooptation   | 5 sièges 2017–present          | 5 sièges 2017–present                    | Deirdre Hargey (Sinn Féin) | Clare Bailey (Green (NI)) | Matthew O'Toole (SDLP)     | Paula Bradshaw (Alliance Party) | Edwin Poots (DUP)        |                               |                     |                    |             |                    |
| 2022                      | 5 sièges 2017–present          | 5 sièges 2017–present                    | Deirdre Hargey (Sinn Féin) |                           | Matthew O'Toole (SDLP)     | Paula Bradshaw (Alliance Party) | Edwin Poots (DUP)        | Kate Nicholl (Alliance Party) |                     |                    |             |                    |

Note: Les colonnes de ce tableau sont utilisées uniquement à des fins de présentation et aucune importance ne doit être attachée à l'ordre des colonnes. Pour plus de détails sur l'ordre dans lequel les sièges ont été remportés à chaque élection, voir les résultats détaillés de cette élection.

## Élections

### Assemblée d'Irlande du Nord

#### 2022
| Parti | Parti                            | Candidat         | %      | Comptage | Comptage | Comptage | Comptage | Comptage | Comptage | Comptage | Comptage |
| Parti | Parti                            | Candidat         | %      | 1        | 2        | 3        | 4        | 5        | 6        | 7        | 8        |
| --- | -------------------------------- | ---------------- | ------ | -------- | -------- | -------- | -------- | -------- | -------- | -------- | -------- |
| | Sinn Féin                        | Deirdre Hargey   | 20.26% | 9,511    |          |          |          |          |          |          |          |
| | DUP                              | Edwin Poots      | 15.36% | 7,211    | 7,217    | 7,223    | 7,341    | 8,475    |          |          |          |
| | SDLP                             | Matthew O'Toole  | 11.49% | 5,394    | 6,059    | 6,127    | 6,449    | 6,459    | 8,089    |          |          |
| | Alliance                         | Paula Bradshaw   | 13.85% | 6,503    | 6,768    | 6,828    | 6,963    | 6,994    | 7,150    | 8,323    |          |
| | Alliance                         | Kate Nicholl     | 11.08% | 5,201    | 5,347    | 5,405    | 5,536    | 5,553    | 5,743    | 6,656    | 6,737    |
| | Green (NI)                       | Clare Bailey     | 8.65%  | 4,058    | 4,225    | 4,395    | 4,886    | 4,934    | 5,046    | 5,700    | 5,826    |
| | Ulster Unionist                  | Stephen McCarthy | 6.52%  | 3,061    | 3,067    | 3,085    | 3,110    | 3,753    | 3,769    |          |          |
| | SDLP                             | Elsie Trainor    | 4.32%  | 2,030    | 2,212    | 2,230    | 2,363    | 2,367    |          |          |          |
| | TUV                              | Andrew Girvin    | 4.12%  | 1,935    | 1,935    | 1,944    | 1,980    |          |          |          |          |
| | Aontú                            | Luke McCann      | 1.72%  | 806      | 877      | 892      |          |          |          |          |          |
| | People Before Profit             | Sipho Sibanda    | 1.34%  | 629      | 670      | 842      |          |          |          |          |          |
| | Socialist Party                  | Neil Moore       | 0.75%  | 353      | 371      |          |          |          |          |          |          |
| | Parti des travailleurs d'Irlande | Paddy Lynn       | 0.30%  | 139      | 164      |          |          |          |          |          |          |
| | Indépendant                      | Elly Odhiambo    | 0.23%  | 107      | 114      |          |          |          |          |          |          |
| Électorat : 73,497 Valide : 46,938 (63.86%) Non valide : 368 Quota : 7,824 Participation : 47,306 (64.36%) |                                  |                  |        |          |          |          |          |          |          |          |          |

#### 2017
| Parti | Parti                              | Candidat              | %      | Comptage | Comptage | Comptage | Comptage | Comptage | Comptage | Comptage | Comptage | Comptage |
| Parti | Parti                              | Candidat              | %      | 1        | 2        | 3        | 4        | 5        | 6        | 7        | 8        | 9        |
| --- | ---------------------------------- | --------------------- | ------ | -------- | -------- | -------- | -------- | -------- | -------- | -------- | -------- | -------- |
| | Sinn Féin                          | Máirtín Ó Muilleoir   | 17.68% | 7,610    |          |          |          |          |          |          |          |          |
| | SDLP                               | Claire Hanna          | 15.23% | 6,559    | 6,756.28 | 6,788.12 | 6,839.56 | 6,981.54 | 8,652.54 |          |          |          |
| | Alliance                           | Paula Bradshaw        | 13.00% | 5,595    | 5,632.26 | 5,672.5  | 5,740.4  | 5,866.38 | 7,690.38 |          |          |          |
| | DUP                                | Christopher Stalford  | 10.52% | 4,529    | 4,530.08 | 4,551.08 | 4,554.08 | 4,704.08 | 4,715.26 | 4,726.26 | 4,728.5  | 8,667.5  |
| | Green (NI)                         | Clare Bailey          | 9.86%  | 4,247    | 4,292.78 | 4,341.74 | 4,523.08 | 5,073.96 | 5,450    | 6,344    | 6,719.36 | 6,797.22 |
| | Ulster Unionist                    | Michael Henderson     | 8.97%  | 3,863    | 3,866    | 3,932.12 | 3,955.12 | 4,240.2  | 4,337.8  | 4,647.8  | 4,761.4  | 5,255.94 |
| | DUP                                | Emma Little-Pengelly  | 10.33% | 4,446    | 4,446.78 | 4,468.84 | 4,476.84 | 4,655.9  | 4,676.26 | 4,695.26 | 4,703.26 |          |
| | Alliance                           | Emmet McDonough-Brown | 4.77%  | 2,053    | 2,080.96 | 2,095.38 | 2,118.92 | 2,185.34 |          |          |          |          |
| | SDLP                               | Naomh Gallagher       | 4.17%  | 1,794    | 1,855.86 | 1,865.92 | 1,893.42 | 1,962.22 |          |          |          |          |
| | People Before Profit               | Pádraigín Mervyn      | 1.77%  | 760      | 789.58   | 828.72   | 970.86   |          |          |          |          |          |
| | TUV                                | John Hiddleston       | 1.63%  | 703      | 703.36   | 717.36   | 724.48   |          |          |          |          |          |
| | Cross-Community Labour Alternative | Seán Burns            | 1.23%  | 531      | 539.76   | 566.42   |          |          |          |          |          |          |
| | NI Conservatives                   | George Jabbour        | 0.46%  | 200      | 200.48   |          |          |          |          |          |          |          |
| | Parti des travailleurs d'Irlande   | Lily Kerr             | 0.38%  | 163      | 168.22   |          |          |          |          |          |          |          |
| Électorat : 67,953 Valide : 43,053 (63.36%) Non valide : 412 Quota : 7,176 Participation : 43,465 (63.96%) |                                    |                       |        |          |          |          |          |          |          |          |          |          |

#### 2016
| Parti | Parti                              | Candidat             | %      | Comptage | Comptage | Comptage | Comptage | Comptage | Comptage | Comptage | Comptage | Comptage | Comptage | Comptage | Comptage |
| Parti | Parti                              | Candidat             | %      | 1        | 2        | 3        | 4        | 5        | 6        | 7        | 8        | 9        | 10       | 11       | 12       |
| --- | ---------------------------------- | -------------------- | ------ | -------- | -------- | -------- | -------- | -------- | -------- | -------- | -------- | -------- | -------- | -------- | -------- |
| | Sinn Féin                          | Máirtín Ó Muilleoir  | 14.18% | 5,207    | 5,208    | 5,234    | 5,245    | 5,247    |          |          |          |          |          |          |          |
| | Alliance                           | Paula Bradshaw       | 9.07%  | 3,332    | 3,352    | 3,369    | 3,400    | 3,418    | 3,425    | 3,437    | 3,570    | 5,729    |          |          |          |
| | SDLP                               | Claire Hanna         | 12.30% | 4,516    | 4,522    | 4,559    | 4,574    | 4,581    | 4,582    | 4,591    | 4,738    | 4,934    | 5,056.5  | 7,641.5  |          |
| | Green (NI)                         | Clare Bailey         | 9.59%  | 3,521    | 3,534    | 3,600    | 3,670    | 3,678    | 3,691    | 3,707    | 4,289    | 4,524    | 4,729.5  | 4,932.75 | 6,056.75 |
| | DUP                                | Emma Little-Pengelly | 12.28% | 4,511    | 4,526    | 4,526    | 4,528    | 4,595    | 4,644    | 4,703    | 5,049    | 5,073    | 5,092.25 | 5,117    | 5,150    |
| | DUP                                | Christopher Stalford | 9.72%  | 3,570    | 3,582    | 3,582    | 3,583    | 3,615    | 3,717    | 3,866    | 4,355    | 4,368    | 4,373.25 | 4,389.25 | 4,409.25 |
| | Ulster Unionist                    | Rodney McCune        | 6.72%  | 2,466    | 2,514    | 2,515    | 2,527    | 2,615    | 2,677    | 2,755    | 3,213    | 3,272    | 3,337.5  | 3,367.5  | 3,449.5  |
| | SDLP                               | Fearghal McKinney    | 7.75%  | 2,845    | 2,850    | 2,869    | 2,876    | 2,877    | 2,878    | 2,878    | 2,964    | 3,057    | 3,104.75 |          |          |
| | Alliance                           | Duncan Morrow        | 7.33%  | 2,691    | 2,698    | 2,707    | 2,730    | 2,733    | 2,736    | 2,744    | 2,837    |          |          |          |          |
| | UKIP                               | Bob Stoker           | 2.16%  | 794      | 801      | 803      | 804      | 832      | 908      | 1,025    |          |          |          |          |          |
| | Cross-Community Labour Alternative | Seán Burns           | 2.37%  | 871      | 871      | 909      | 971      | 974      | 985      | 989      |          |          |          |          |          |
| | TUV                                | John Hiddleston      | 1.35%  | 495      | 498      | 499      | 501      | 558      | 590      | 685      |          |          |          |          |          |
| | Indépendant                        | Ruth Patterson       | 1.29%  | 475      | 478      | 479      | 481      | 502      | 571      |          |          |          |          |          |          |
| | PUP                                | Ian Shanks           | 1.17%  | 430      | 432      | 435      | 438      | 444      |          |          |          |          |          |          |          |
| | South Belfast Unionists            | William Dickson      | 0.96%  | 351      | 357      | 358      | 359      |          |          |          |          |          |          |          |          |
| | NI Labour                          | Brigitte Anton       | 0.67%  | 246      | 248      | 258      |          |          |          |          |          |          |          |          |          |
| | Parti des travailleurs d'Irlande   | Lily Kerr            | 0.66%  | 241      | 241      |          |          |          |          |          |          |          |          |          |          |
| | NI Conservatives                   | Ben Manton           | 0.44%  | 161      |          |          |          |          |          |          |          |          |          |          |          |
| Électorat : 68,469 Valide : 36,723 (53.63%) Non valide : 424 Quota : 5,247 Participation : 37,147 (54.25%) |                                    |                      |        |          |          |          |          |          |          |          |          |          |          |          |          |

#### 2011
| Parti | Parti                            | Candidat           | %      | Comptage | Comptage | Comptage | Comptage | Comptage |
| Parti | Parti                            | Candidat           | %      | 1        | 2        | 3        | 4        | 5        |
| --- | -------------------------------- | ------------------ | ------ | -------- | -------- | -------- | -------- | -------- |
| | Alliance                         | Anna Lo            | 19.78% | 6,390    |          |          |          |          |
| | SDLP                             | Alasdair McDonnell | 14.01% | 4,527    | 4,916.1  |          |          |          |
| | Ulster Unionist                  | Michael McGimpsey  | 9.25%  | 2,988    | 3,208.8  | 3,241.05 | 3,322.95 | 4,622.05 |
| | Sinn Féin                        | Alex Maskey        | 12.50% | 4,038    | 4,124.7  | 4,138.45 | 4,268.15 | 4,452.05 |
| | SDLP                             | Conall McDevitt    | 9.88%  | 3,191    | 3.510.5  | 3,687.25 | 3,852.1  | 4,444.8  |
| | DUP                              | Jimmy Spratt       | 12.52% | 4,045    | 4,098.7  | 4,103.45 | 4,163.85 | 4,281.45 |
| | DUP                              | Ruth Patterson     | 11.76% | 3,800    | 3,887    | 3,893.75 | 3,953.05 | 4,163.4  |
| | Green (NI)                       | Clare Bailey       | 2.75%  | 889      | 1,226.8  | 1,263.55 | 1,655.6  |          |
| | Ulster Unionist                  | Mark Finlay        | 4.31%  | 1,394    | 1,554.5  | 1,567    | 1,617.7  |          |
| | People Before Profit             | Brian Faloon       | 1.28%  | 414      | 475.8    | 480.05   |          |          |
| | Socialist Party                  | Paddy Meehan       | 0.72%  | 234      | 252      | 255      |          |          |
| | UKIP                             | Nico Torregrosa    | 0.72%  | 234      | 244.5    | 245      |          |          |
| | Parti des travailleurs d'Irlande | Paddy Lynn         | 0.42%  | 135      | 155.4    | 158.9    |          |          |
| | Indépendant                      | Charles Smyth      | 0.09%  | 29       | 33.5     | 33.5     |          |          |
| Électorat : 62,484 Valide : 32,308 (51.71%) Non valide : 444 Quota : 4,616 Participation : 32,752 (52.42%) |                                  |                    |        |          |          |          |          |          |

Note: Charles Smyth s'est présenté aux élections en tant que candidat Procapitalism et est apparu comme tel sur le bulletin de vote..

#### 2007
| Parti | Parti                            | Candidat             | %      | Comptage | Comptage | Comptage | Comptage | Comptage | Comptage | Comptage | Comptage | Comptage | Comptage |
| Parti | Parti                            | Candidat             | %      | 1        | 2        | 3        | 4        | 5        | 6        | 7        | 8        | 9        | 10       |
| --- | -------------------------------- | -------------------- | ------ | -------- | -------- | -------- | -------- | -------- | -------- | -------- | -------- | -------- | -------- |
| | DUP                              | Jimmy Spratt         | 15.69% | 4,762    |          |          |          |          |          |          |          |          |          |
| | SDLP                             | Alasdair McDonnell   | 14.43% | 4,379    |          |          |          |          |          |          |          |          |          |
| | Alliance                         | Anna Lo              | 12.62% | 3,829    | 3,831    | 3,833.79 | 3,852.79 | 3,907.88 | 3,955.92 | 4,046.05 | 4,415.05 |          |          |
| | Ulster Unionist                  | Michael McGimpsey    | 8.72%  | 2,647    | 2,656.2  | 2,657.16 | 2,663.26 | 2,686.27 | 2,691.28 | 2,801.6  | 2,836.6  | 3,472.39 | 4,927.39 |
| | SDLP                             | Carmel Hanna         | 12.35% | 3,748    | 3,748.64 | 3,779.94 | 3,785.94 | 3,815.07 | 3,849.1  | 3,856.13 | 4,063.46 | 4,076.58 | 4,262.27 |
| | Sinn Féin                        | Alex Maskey          | 13.17% | 3,996    | 3,996    | 4,002.42 | 4,004.43 | 4,022.48 | 4,052.48 | 4,064.51 | 4,152.55 | 4,161.56 | 4,166.66 |
| | DUP                              | Christopher Stalford | 6.71%  | 2,035    | 2,387.4  | 2,387.5  | 2,397.58 | 2,409.58 | 2,420.66 | 2,656.03 | 2,684.04 | 2,932.17 | 3,274.54 |
| | Ulster Unionist                  | Esmond Birnie        | 5.95%  | 1,804    | 1,807.2  | 1,807.46 | 1,807.46 | 1,826.54 | 1,837.55 | 1,920.03 | 1,958.13 | 2,251.51 |          |
| | Ulster Unionist                  | Bob Stoker           | 3.70%  | 1,122    | 1,131.44 | 1,131.56 | 1,134.56 | 1,137.56 | 1,142.56 | 1,253.97 | 1,268    |          |          |
| | Green (NI)                       | Brenda Cooke         | 2.43%  | 737      | 737      | 737.45   | 763.47   | 786.5    | 875.54   | 906.71   |          |          |          |
| | PUP                              | Andrew Park          | 1.35%  | 410      | 412      | 412.56   | 415.56   | 424.58   | 435.58   |          |          |          |          |
| | UK Unionist Party                | David Hoey           | 0.98%  | 298      | 299.04   | 299.1    | 302.1    | 309.1    | 322.1    |          |          |          |          |
| | Socialist Party                  | Jim Barbour          | 0.82%  | 248      | 248.08   | 248.23   | 253.23   | 277.23   |          |          |          |          |          |
| | Parti des travailleurs d'Irlande | Patrick Lynn         | 0.41%  | 123      | 123.08   | 123.38   | 126.38   |          |          |          |          |          |          |
| | NI Conservatives                 | Roger Lomas          | 0.36%  | 108      | 108      | 108.05   | 108.05   |          |          |          |          |          |          |
| | Make Politicians History         | Rainbow George       | 0.22%  | 66       | 66       | 66.03    |          |          |          |          |          |          |          |
| | Indépendant                      | Charles Smyth        | 0.07%  | 22       | 22.16    | 22.17    |          |          |          |          |          |          |          |
| | Indépendant                      | Geoffrey Wilson      | 0.03%  | 10       | 10       | 10.01    |          |          |          |          |          |          |          |
| Électorat : 48,923 Valide : 30,344 (62.02%) Non valide : 189 Quota : 4,335 Participation : 30,533 (62.41%) |                                  |                      |        |          |          |          |          |          |          |          |          |          |          |

#### 2003
| Parti | Parti                            | Candidat           | %      | Comptage | Comptage | Comptage | Comptage | Comptage | Comptage | Comptage | Comptage | Comptage | Comptage | Comptage | Comptage |
| Parti | Parti                            | Candidat           | %      | 1        | 2        | 3        | 4        | 5        | 6        | 7        | 8        | 9        | 10       | 11       | 12       |
| --- | -------------------------------- | ------------------ | ------ | -------- | -------- | -------- | -------- | -------- | -------- | -------- | -------- | -------- | -------- | -------- | -------- |
| | Ulster Unionist                  | Michael McGimpsey  | 17.20% | 5,389    |          |          |          |          |          |          |          |          |          |          |          |
| | DUP                              | Mark Robinson      | 12.74% | 3,991    | 4,024.32 | 4,024.32 | 4,025.32 | 4,039.66 | 4,048.83 | 4,150.87 | 4,155.21 | 4,246.82 | 4,268.16 | 6,661.16 |          |
| | Ulster Unionist                  | Esmond Birnie      | 7.38%  | 2,311    | 2,862.99 | 2,862.99 | 2,865.99 | 2,922.18 | 2,938.69 | 3,038.09 | 3,088.11 | 3,871.31 | 4,312.49 | 4,536.49 |          |
| | SDLP                             | Carmel Hanna       | 12.48% | 3,910    | 3,922.92 | 3,925.92 | 3,935.92 | 3,953.09 | 3,982.26 | 3,990.77 | 4,056.3  | 4,062.68 | 4,332.7  | 4,337.55 | 4,404.55 |
| | Sinn Féin                        | Alex Maskey        | 12.55% | 3,933    | 3,935.55 | 3,937.55 | 3,947.55 | 3,968.55 | 3,987.55 | 3,989.55 | 3,991.55 | 3,991.55 | 4,003.55 | 4,011.55 | 4,012.55 |
| | SDLP                             | Alasdair McDonnell | 10.30% | 3,226    | 3,283    | 3,287    | 3,307    | 3,317.34 | 3,340.34 | 3,350.51 | 3,381.02 | 3,389.55 | 3,589.1  | 3,599.97 | 3,649.97 |
| | NI Women's Coalition             | Monica McWilliams  | 6.86%  | 2,150    | 2,180.43 | 2,185.43 | 2,203.43 | 2,248.43 | 2,387.6  | 2,431.13 | 2,518    | 2,542.23 | 3,168.48 | 3,208.54 | 3,522.54 |
| | DUP                              | Ruth Patterson     | 8.10%  | 2,538    | 2,556.7  | 2,556.7  | 2,556.7  | 2,576.04 | 2,580.04 | 2,680.25 | 2,683.42 | 2,818.67 | 2,838.84 |          |          |
| | Alliance                         | Geraldine Rice     | 3.78%  | 1,185    | 1,998.94 | 1,201.94 | 1,202.94 | 1,214.94 | 1,269.94 | 1,284.62 | 1,747.34 | 1,762.72 |          |          |          |
| | Ulster Unionist                  | John Hiddleston    | 2.45%  | 769      | 968.75   | 969.75   | 970.92   | 990.6    | 995.6    | 1,089.81 | 1,111    |          |          |          |          |
| | Alliance                         | Tom Ekin           | 2.12%  | 664      | 672.5    | 673.5    | 678.5    | 698.18   | 726.35   | 739.86   |          |          |          |          |          |
| | PUP                              | Thomas Morrow      | 1.58%  | 495      | 509.62   | 509.62   | 511.62   | 520.62   | 528.62   |          |          |          |          |          |          |
| | Green (NI)                       | John Wright        | 0.98%  | 308      | 309.19   | 325.36   | 330.36   | 367.53   |          |          |          |          |          |          |          |
| | Socialist Party                  | Jim Barbour        | 0.53%  | 167      | 168.19   | 170.19   | 181.19   |          |          |          |          |          |          |          |          |
| | NI Conservatives                 | Roger Lomas        | 0.37%  | 116      | 119.06   | 120.06   | 120.06   |          |          |          |          |          |          |          |          |
| | Parti des travailleurs d'Irlande | Patrick Lynn       | 0.31%  | 96       | 96.17    | 97.17    |          |          |          |          |          |          |          |          |          |
| | Rainbow Dream Ticket             | Lindsay Steven     | 0.13%  | 42       | 42.17    |          |          |          |          |          |          |          |          |          |          |
| Électorat : 50,707 Valide : 31,330 (61.79%) Non valide : 407 Quota : 4,476 Participation : 31,737 (62.59%) |                                  |                    |        |          |          |          |          |          |          |          |          |          |          |          |          |

#### 1998
| Parti | Parti                            | Candidat           | %      | Comptage | Comptage | Comptage | Comptage | Comptage | Comptage | Comptage | Comptage | Comptage | Comptage |
| Parti | Parti                            | Candidat           | %      | 1        | 2        | 3        | 4        | 5        | 6        | 7        | 8        | 9        | 10       |
| --- | -------------------------------- | ------------------ | ------ | -------- | -------- | -------- | -------- | -------- | -------- | -------- | -------- | -------- | -------- |
| | Ulster Unionist                  | Michael McGimpsey  | 12.13% | 4,938    | 5,032    | 5,183    | 5,358    | 5,898    |          |          |          |          |          |
| | SDLP                             | Alasdair McDonnell | 12.17% | 4,956    | 5,039    | 5,042    | 5,059    | 5,073    | 5,963    |          |          |          |          |
| | DUP                              | Mark Robinson      | 7.05%  | 2,872    | 2,940    | 3,484    | 3,629    | 3,779    | 3,781    | 4,351    | 6,524    |          |          |
| | Ulster Unionist                  | Esmond Birnie      | 7.06%  | 2,875    | 2,980    | 3,065    | 3,499    | 4,389    | 4,392    | 5,267    | 5,881    |          |          |
| | NI Women's Coalition             | Monica McWilliams  | 9.61%  | 3,912    | 4,053    | 4,067    | 4,112    | 4,157    | 4,675    | 5,077    | 5,118    | 5,238    | 5,277.27 |
| | SDLP                             | Carmel Hanna       | 9.53%  | 3,882    | 3,923    | 3,927    | 3,954    | 3,968    | 4,791    | 4,851    | 4,866    | 4,891    | 4,982.63 |
| | Alliance                         | Steve McBride      | 10.03% | 4,086    | 4,187    | 4,203    | 4,236    | 4,331    | 4,374    | 4,616    | 4,670    | 4,826    | 4,832.46 |
| | DUP                              | Myreve Chambers    | 6.01%  | 2,449    | 2,505    | 3,011    | 3,205    | 3,314    | 3,318    | 3,510    |          |          |          |
| | PUP                              | Ernie Purvis       | 5.19%  | 2,112    | 2,187    | 2,230    | 2,721    | 2,823    | 2,855    |          |          |          |          |
| | Sinn Féin                        | Sean Hayes         | 6.40%  | 2,605    | 2,627    | 2,627    | 2,653    | 2,654    |          |          |          |          |          |
| | Ulster Unionist                  | Jim Clarke         | 4.22%  | 1,720    | 1,793    | 1,916    | 2,057    |          |          |          |          |          |          |
| | Ulster Democratic Party          | David Adams        | 4.28%  | 1,745    | 1,796    | 1,855    |          |          |          |          |          |          |          |
| | UK Unionist Party                | Grant Dillon       | 3.67%  | 1,496    | 1,579    |          |          |          |          |          |          |          |          |
| | Independent Unionist             | William Dickson    | 1.07%  | 437      |          |          |          |          |          |          |          |          |          |
| | Labour Party NI                  | Boyd Black         | 0.57%  | 231      |          |          |          |          |          |          |          |          |          |
| | Parti des travailleurs d'Irlande | Patrick Lynn       | 0.43%  | 176      |          |          |          |          |          |          |          |          |          |
| | NI Conservatives                 | Roger Lomas        | 0.24%  | 97       |          |          |          |          |          |          |          |          |          |
| | Natural Law                      | James Anderson     | 0.18%  | 73       |          |          |          |          |          |          |          |          |          |
| | Travailliste indépendant         | Niall Cusack       | 0.15%  | 62       |          |          |          |          |          |          |          |          |          |
| Électorat : 61,209 Valide : 40,724 (66.53%) Non valide : 542 Quota : 5,819 Participation : 41,266 (67.42%) |                                  |                    |        |          |          |          |          |          |          |          |          |          |          |

### 1996 forum
Les candidats retenus sont indiqués en gras.
| Parti | Parti                       | Candidat(s)                                                                          | Votes | Pourcentage |
| ----- | --------------------------- | ------------------------------------------------------------------------------------ | ----- | ----------- |
|       | UUP                         | Bob Stoker Jim Clarke Michael McGimpsey Drew Nelson Gordon Lucy                      | 8,617 | 22.8        |
|       | SDLP                        | Alasdair McDonnell Peter O'Reilly Carmel Hanna Douglas Arthur Hegney Rosaleen Hughes | 7,956 | 21.0        |
|       | DUP                         | Joan Parkes Thomas Scott John Norris                                                 | 5,818 | 15.4        |
|       | Alliance                    | Steve McBride Philip McGarry Margaret Marshall                                       | 4,689 | 12.4        |
|       | Sinn Féin                   | Sean Hayes Sean Clinton Deborah Moore                                                | 2,455 | 6.5         |
|       | PUP                         | Dawn Purvis Victor Murphy                                                            | 2,321 | 6.1         |
|       | UK Unionist                 | Patrick Roche Kate Garrett                                                           | 1,750 | 4.6         |
|       | Ulster Democratic           | David Adams Pauline Gilmore                                                          | 1,666 | 4.4         |
|       | NI Women's Coalition        | Kate Fearon Annie Campbell Barbara McCabe Clare McLaughlin Fidelma O'Gorman          | 947   | 2.5         |
|       | Labour coalition            | Peter Hadden Eleanor Rogers Niall Cusack Neil House Maeve Cross                      | 333   | 0.9         |
|       | Green (NI)                  | Mary Carberry Jane Carney Owen Clarke Andy Frew                                      | 314   | 0.8         |
|       | Conservateur                | Myrtle Boal Alan McKelvey                                                            | 279   | 0.7         |
|       | Workers' Party of Ireland   | Paddy Lynn Ian Foster                                                                | 270   | 0.7         |
|       | Democratic Partnership      | Paul Smyth Alison Wilson                                                             | 133   | 0.4         |
|       | Ulster Independence         | Gordon Smyth Samuel Stevenson                                                        | 108   | 0.3         |
|       | Democratic Left             | Jean Craig Chris Skillen                                                             | 96    | 0.3         |
|       | Ulster Christian Democratic | Austin Scallan Martine McLaughlin John McLaughlin Brian McLaughlin Margaret Gibson   | 31    | 0.1         |
|       | Natural Law                 | James Anderson Morris Ahmed                                                          | 13    | 0.0         |
|       | Independent Chambers        | Bertha Burleigh Mark Strain                                                          | 5     | 0.0         |

### Élection partielle de 1984
| Parti                                                                                               | Parti           | Candidat        | %      | Comptage  |
| Parti                                                                                               | Parti           | Candidat        | %      | 1         |
| --------------------------------------------------------------------------------------------------- | --------------- | --------------- | ------ | --------- |
| | Ulster Unionist | Frank Millar Jr | 100.0% | Unopposed |
| Électorat : – Valide : Unopposed Non valide : Unopposed Quota : Unopposed Participation : Unopposed |                 |                 |        |           |

### Élection à l'Assemblée de 1982
| Parti | Parti                            | Candidat            | %      | Comptage | Comptage | Comptage | Comptage | Comptage | Comptage |
| Parti | Parti                            | Candidat            | %      | 1        | 2        | 3        | 4        | 5        | 6        |
| --- | -------------------------------- | ------------------- | ------ | -------- | -------- | -------- | -------- | -------- | -------- |
| | Ulster Unionist                  | Martin Smyth        | 35.59% | 13,337   |          |          |          |          |          |
| | Alliance                         | David Cook          | 17.39% | 6,514    |          |          |          |          |          |
| | DUP                              | Stuart McCrea       | 10.92% | 4,091    | 4,695.2  | 4,859.68 | 6,880.28 |          |          |
| | Ulster Unionist                  | Edgar Graham        | 7.67%  | 2,875    | 5,210.18 | 5,369.71 | 5,407.71 | 5,734.08 | 6,253.08 |
| | Ulster Unionist                  | Jim Kirkpatrick     | 3.01%  | 1,126    | 4,427.37 | 4,617.29 | 4,673.29 | 4,959.67 | 5,415.67 |
| | SDLP                             | Ben Caraher         | 8.92%  | 3,342    | 3,344.12 | 3,740.12 | 3,740.12 | 3,740.55 | 4,712.55 |
| | Alliance                         | Basil Glass         | 6.65%  | 2,493    | 2,643.52 | 3,260.01 | 3,274.01 | 3,293.36 |          |
| | DUP                              | Cedric Wilson       | 5.63%  | 2,111    | 2,407.8  | 2,495.95 |          |          |          |
| | Parti des travailleurs d'Irlande | Gerard Carr         | 2.49%  | 933      | 938.83   |          |          |          |          |
| | UUUP                             | Philip Moles        | 0.66%  | 248      | 322.73   |          |          |          |          |
| | Communist Party of Ireland       | Barry Bruton        | 0.45%  | 168      | 169.59   |          |          |          |          |
| | UUUP                             | James Scott         | 0.22%  | 82       | 239.41   |          |          |          |          |
| | Ulster Liberal                   | Michael Warden      | 0.17%  | 65       | 89.38    |          |          |          |          |
| | Independent Unionist             | William Clulow      | 0.17%  | 65       | 85.67    |          |          |          |          |
| | Indépendant                      | Stuart Hall Raleigh | 0.05%  | 19       | 20.59    |          |          |          |          |
| Électorat : 66,683 Valide : 37,469 (56.19%) Non valide : 1,243 Quota : 6,245 Participation : 38,712 (58.05%) |                                  |                     |        |          |          |          |          |          |          |

### Convention constitutionnelle de 1975
| Parti | Parti             | Candidat        | %      | Comptage | Comptage | Comptage | Comptage | Comptage | Comptage | Comptage | Comptage | Comptage | Comptage | Comptage |
| Parti | Parti             | Candidat        | %      | 1        | 2        | 3        | 4        | 5        | 6        | 7        | 8        | 9        | 10       | 11       |
| --- | ----------------- | --------------- | ------ | -------- | -------- | -------- | -------- | -------- | -------- | -------- | -------- | -------- | -------- | -------- |
| | Ulster Unionist   | Martin Smyth    | 31.50% | 15,061   |          |          |          |          |          |          |          |          |          |          |
| | Alliance          | Basil Glass     | 16.65% | 7,961    |          |          |          |          |          |          |          |          |          |          |
| | Ulster Unionist   | Jeremy Burchill | 8.85%  | 4,230    | 7,751.1  |          |          |          |          |          |          |          |          |          |
| | Alliance          | Jim Hendron     | 5.23%  | 2,499    | 2,535.85 | 3,473.29 | 3,482.81 | 4,282.48 | 4,287.65 | 4,464.74 | 7,328.74 |          |          |          |
| | Vanguard          | David Trimble   | 5.08%  | 2,429    | 4,398    | 4,403.18 | 4,637.96 | 4,742.38 | 5,147.02 | 5,216.57 | 5,226.48 | 7,240.98 |          |          |
| | DUP               | Thomas Burns    | 5.29%  | 2,529    | 3,405.7  | 3,412.84 | 3,733.02 | 3,836.7  | 4,965.12 | 5,042.36 | 5,053.86 | 6,117.42 | 6,134.07 | 6,513.87 |
| | Unionist Party NI | Reginald Magee  | 7.43%  | 3,552    | 3,818.75 | 3,862.43 | 3,908.77 | 4,076    | 4,131.7  | 5,718.02 | 5,778.61 | 5,947.76 | 6,423.86 | 6,447.71 |
| | Vanguard          | Raymond Jordan  | 3.92%  | 1,874    | 2,732.55 | 2,736.05 | 2,906.57 | 2,995.6  | 3,282.28 | 3,350.53 | 3,364.57 |          |          |          |
| | SDLP              | Ben Caraher     | 6.41%  | 3,065    | 3,068.85 | 3,125.69 | 3,126.81 | 3,269    | 3,270.69 | 3,280.81 |          |          |          |          |
| | Unionist Party NI | John Houston    | 3.55%  | 1,697    | 1,783.35 | 1,799.73 | 1,827.31 | 2,019.72 | 2,050.7  |          |          |          |          |          |
| | DUP               | Robert McNeice  | 2.75%  | 1,316    | 1,836.85 | 1,839.09 | 1,903.21 | 1,927.76 |          |          |          |          |          |          |
| | NI Labour         | Erskine Holmes  | 3.34%  | 1,599    | 1,682.05 | 1,716.49 | 1,726.01 |          |          |          |          |          |          |          |
| Électorat : 73,324 Valide : 47,812 (65.21%) Non valide : 789 Quota : 6,831 Participation : 48,601 (66.28%) |                   |                 |        |          |          |          |          |          |          |          |          |          |          |          |

### Élection à l'Assemblée de 1973
| Parti | Parti                | Candidat           | %      | Comptage | Comptage | Comptage | Comptage | Comptage | Comptage | Comptage | Comptage | Comptage | Comptage | Comptage | Comptage | Comptage | Comptage | Comptage | Comptage |
| Parti | Parti                | Candidat           | %      | 1        | 2        | 3        | 4        | 5        | 6        | 7        | 8        | 9        | 10       | 11       | 12       | 13       | 14       | 15       | 16       |
| --- | -------------------- | ------------------ | ------ | -------- | -------- | -------- | -------- | -------- | -------- | -------- | -------- | -------- | -------- | -------- | -------- | -------- | -------- | -------- | -------- |
| | Ulster Unionist      | Basil McIvor       | 13.14% | 6,930    | 6,940    | 6,958    | 6,959    | 6,981    | 7,003    | 7,120    | 7,152    | 7,191    | 7,385    | 8,185    |          |          |          |          |          |
| | Alliance             | Basil Glass        | 9.76%  | 5,148    | 5,244    | 5,367    | 5,404    | 5,848    | 5,852    | 5,876    | 7,305    | 7,309    | 7,393    | 7,441    | 9,025    |          |          |          |          |
| | DUP                  | Thomas Burns       | 8.80%  | 4,640    | 4.640    | 4.641    | 4,641    | 4,644    | 4,779    | 4,872    | 4,874    | 6,343    | 6,893    | 6,986    | 7,103    | 7,133    | 10,436   |          |          |
| | Ulster Unionist      | Nelson Elder       | 9.12%  | 4,807    | 4,810    | 4,815    | 4,815    | 4,821    | 4,840    | 4,909    | 4,917    | 4,965    | 6,110    | 6,610    | 6,835    | 6,978    | 7,287    | 8,044    |          |
| | Ulster Unionist      | Herbert Kirk       | 10.29% | 5,426    | 5,429    | 5,435    | 5,439    | 5,447    | 5,465    | 5,610    | 5,620    | 5,653    | 6,009    | 6,605    | 6,838    | 7,038    | 7,297    | 7,663    |          |
| | Ulster Unionist      | Reginald Magee     | 6.93%  | 3,656    | 3,661    | 3,666    | 3,666    | 3,676    | 3,696    | 3,835    | 3,854    | 3,895    | 4,042    | 5,051    | 5,235    | 5,417    | 5,603    | 6,039    | 6,690    |
| | SDLP                 | Ben Caraher        | 6.30%  | 3,320    | 3,326    | 3,414    | 3,779    | 3,799    | 3,800    | 3,802    | 3,980    | 3,982    | 3,999    | 4,000    | 4,575    | 5,018    | 5,029    | 5,037    | 5,038    |
| | Vanguard             | Martin Gowdy       | 4.62%  | 2,434    | 2,434    | 2,436    | 2,438    | 2,442    | 3,208    | 3,273    | 3,277    | 3,865    | 4,082    | 4,170    | 4,272    | 4,283    |          |          |          |
| | NI Labour            | Erskine Holmes     | 5.09%  | 2,684    | 2,699    | 2,833    | 2,950    | 2,996    | 3,003    | 3,038    | 3,155    | 3,168    | 3,241    | 3,292    |          |          |          |          |          |
| | Ulster Unionist      | Robert Stewart     | 5.41%  | 2,850    | 2,853    | 2,859    | 2,861    | 2,868    | 2,886    | 3,010    | 3,017    | 3,074    | 3,218    |          |          |          |          |          |          |
| | Independent Unionist | Grace Bannister    | 4.81%  | 2,538    | 2,540    | 2,553    | 2,554    | 2,568    | 2,584    | 2,900    | 2,918    | 2,992    |          |          |          |          |          |          |          |
| | DUP                  | Thomas Wright      | 4.05%  | 2,134    | 2,134    | 2,135    | 2,138    | 2,139    | 2,295    | 2,369    | 2,373    |          |          |          |          |          |          |          |          |
| | Alliance             | William McCollum   | 2.45%  | 1,294    | 1,446    | 1,525    | 1,545    | 1,834    | 1,835    | 1,848    |          |          |          |          |          |          |          |          |          |
| | Independent Unionist | Thomas Rea         | 2.28%  | 1,201    | 1,204    | 1,210    | 1,211    | 1,214    | 1,230    |          |          |          |          |          |          |          |          |          |          |
| | Vanguard             | Stanley Morgan     | 2.29%  | 1,205    | 1,205    | 1,205    | 1,205    | 1,206    |          |          |          |          |          |          |          |          |          |          |          |
| | Alliance             | Jean Graham        | 1.41%  | 743      | 810      | 869      | 885      |          |          |          |          |          |          |          |          |          |          |          |          |
| | Republican Clubs     | Sean Flynn         | 1.49%  | 783      | 784      | 794      |          |          |          |          |          |          |          |          |          |          |          |          |          |
| | Ulster Liberal       | Sheelagh Murnaghan | 1.04%  | 548      | 560      |          |          |          |          |          |          |          |          |          |          |          |          |          |          |
| | Alliance             | John Somerville    | 0.72%  | 380      |          |          |          |          |          |          |          |          |          |          |          |          |          |          |          |
| Électorat : 75,990 Valide : 52,721 (69.38%) Non valide : 928 Quota : 7,532 Participation : 53,649 (70.60%) |                      |                    |        |          |          |          |          |          |          |          |          |          |          |          |          |          |          |          |          |